# Milakovac
Milakovac (Servisch cyrillisch Милаковац) is een plaats in de Servische gemeente Kraljevo. De plaats telt 593 inwoners (2002).